# Star Wars: The Last Jedi (Original Motion Picture Soundtrack)
Star Wars: The Last Jedi (Original Motion Picture Soundtrack) è un album in studio del compositore statunitense John Williams, pubblicato nel 2017. L'album contiene la colonna sonora del film Star Wars - Gli ultimi Jedi.

## Descrizione
Nel luglio 2013 Kathleen Kennedy annunciò che John Williams sarebbe tornato a comporre le musiche per tutti e tre i nuovi film della trilogia sequel di Star Wars. Nell'agosto 2016 Williams confermò che avrebbe composto le musiche del film. Le registrazioni della colonna sonora sono cominciate nel dicembre 2016 e sono terminate a marzo-aprile 2017. A differenza della maggior parte delle produzioni cinematografiche, in cui le musiche vengono composte seguendo il montaggio del film, Rian Johnson decise di seguire il procedimento opposto, montando il film sulle musiche composte da Williams.

## Tracce
Testi e musiche di John Williams.
1. Main Title and Escape – 7:25
2. Ahch-To Island – 4:22
3. Revisiting Snoke – 3:28
4. The Supremacy – 4:00
5. Fun with Finn and Rose – 2:33
6. Old Friends – 4:28
7. The Rebellion is Reborn – 3:59
8. Lesson One – 2:09
9. Canto Bight (include un estratto di "Aquarela do Brasil" composto da Ary Barroso) – 2:37
10. Who Are You? – 3:04
11. The Fathiers – 2:42
12. The Cave – 2:59
13. The Sacred Jedi Texts – 3:32
14. A New Alliance – 3:13
15. Chrome Dome – 2:01
16. The Battle of Crait – 6:47
17. The Spark – 3:35
18. The Last Jedi – 3:03
19. Peace and Purpose – 3:06
20. Finale – 8:28